# 菲耶斯科
菲耶斯科（義大利語：Fiesco），是意大利克雷莫纳省的一个市镇。总面积8平方公里，人口1166人，人口密度145.8人/平方公里（2009年）。国家统计（ISTAT）代码为019043。